# ريو كواكامي
ريو كواكامي (باليابانية: 川上 竜) (25 أكتوبر 1994 في فوكوكا في اليابان – )؛ هو لاعب كرة قدم كان يلعب كمدافع.

## وصلات خارجية
- ريو كواكامي على موقع رابطة كرة القدم اليابانية للمحترفين (اليابانية)
- ريو كواكامي على موقع قاعدة بيانات كرة القدم.إي يو (الإنجليزية)
- ريو كواكامي على موقع Soccerway.com (الإنجليزية)
- ريو كواكامي على موقع عالم كرة القدم.نت (الإنجليزية)